# Kukułczyn
Kukułczyn (niem. Neuwelt) – osada w Polsce położona w województwie zachodniopomorskim, w powiecie sławieńskim, w gminie Malechowo.
W latach 1975–1998 wieś położona była w województwie koszalińskim.
Występuje również wariant nazewniczy Lejkowo Kukułcze.